# Parcul Național Peștera Jewel
Peștera Jewel (Bijuterie), în prezent a doua cea mai lungă peștera din lume are o lungime de 253 de kilometri de pasaje cartografiate. Peștera este localizată la 21 de kilometri vest de orașul Custer din Dakota de Sud. A devenit monument național în anul 1908.
Frank și Albert Michaud, doi căutători de aur au descoperit peștera, din greșeală, în anul 1900 când au observat o sursă neindentificată de aer rece ieșind la suprafață la baza unui canion. După ce au mărit intrarea în peștera cu ajutorul unei explozii de dinamită, frații Michaud au intrat într-o încăpere acoperită cu cristale de calcit, fapt care i-a determinat să o numească „Peștera Bijuterie.”  
Cei doi frați au încercat să facă descoperirea profitabilă, mărind intrarea, construind pasaje de access în interior și deschizând peștera turiștilor. Deși încercarea de a obține profit a eșuat, vestea descoperirii lor a ajuns la Washington. Președintele Theodore Roosevelt a declarat Peștera Bijuterie monument național pe 7 februarie 1908. Serviciul Național al Parcurilor a asumat managementul locației în anul 1933 și a început să ofere vizite turistice în 1939.
În 1959, 3,2 kilometri de pasaje erau cartografiate. În același an, Herb și Jan Conn, doi alpiniști locali au început explorarea peșterii și în numai doi ani au reușit să cartografieze 24 de kilometri de pasaje subterane. 
Între 1959 și 1979, cei doi exploratori au descoperit, numit și cartografiat 103 kilometri de pasaje. Datorită faptului că descoperirea de noi pasaje reprezenta un efort fizic sporit, cei doi exploratori organizau expediții de cercetare care durau în jur de patru zile. 
Existența a 253,25 de kilometri de pasaje cartografiate fac din Peștera Jewel a doua cea mai mare peșteră din lume după Peștera Mamutului din Kentucky (unde 630 de kilometri au fost, până în prezent, descoperiți și documentați). 
Pe de altă parte, se estimează că numai 2% din peștera Jewel este momentan cartografiată. 
Peștera Jewel este deschisă publicului în fiecare zi din an. Turiștii pot alege între trei opțiuni.
1. Turul pitoresc, de opt sute de metri, dus întors, pe cărări luminate și pavate, accesibile prin intermediul unui lift.
2. Turul istoric, un tur al zonei descoperite original de frații Michaud,
3. Turul aventurierilor, într-o zonă nedezvoltată a peșterii, în apropierea turului pitoresc.